# Jordi Trias
Jordi Trias Feliu (Girona, 5 de novembro de 1980) é um basquetebolista profissional espanhol que aposentou-se em 2019. O atleta que possui 2,06m de altura e pesa 109kg  atuava na posição Ala-pivô.

## Títulos e Honrarias

### Clubes
- Campeão da Supercopa Endesa 2004-05 e 2009-10 (FC Barcelona)
- Campeão da Copa do Rei 2006-07, 2009-10 (FC Barcelona)
- Campeão da Liga ACB 2008-09 (FC Barcelona)
  - 3x Vice-campeão da Liga ACB 2006-07, 2007-08 e 2009-10 (FC Barcelona)
- Campeão da Euroliga 2009-10 (FC Barcelona) 
  -  3º Colocado na Euroliga 2008-09 (FC Barcelona)
- Campeão e promoção na LEB Oro para a ACB 2013-14 (River Andorra)
- Campeão da Copa Príncipe de Astúrias 2014-15 (River Andorra)

### Seleção
- Medalha de Bronze nos Jogos do Mediterrâneo de 2005

### Pessoais
- Jogador da 23ª Rodada da Liga ACB 2003-04 (Casademont Girona)
- Jogador da 22ª Rodada da Liga ACB 2005-06 (FC Barcelona)
- MVP da Copa do Rei 2007 em Málaga (FC Barcelona)
- Jogador do mês de fevereiro de 2006-07 da Liga ACB
- Jogador da 1ª Rodada da Liga ACB 2007-08 (FC Barcelona)
- Jogador da 11ª Rodada da Liga ACB 2005-06 (FC Barcelona)
- MVP da Copa Príncipe de Astúrias 2014 (River Andorra)
- MVP da LEB Ouro 2013-14 (RIver Andorra) e 2016-17 (FC Barcelona B)
- Membro do Quinteto Ideal da LEB Ouro 2013-14 (River Andorra)

## Ligações Externas
- Jordi Trias no X
- Página de Jordi Trias no Sítio da Liga ACB Arquivado em 2 de agosto de  2019, no Wayback Machine.